# اسکاچ میدوز (کارولینای شمالی)
اسکاچ میدوز (به انگلیسی: Scotch Meadows) یک منطقهٔ مسکونی در ایالات متحده آمریکا است که در شهرستان اسکاتلند، کارولینای شمالی واقع شده‌است. اسکاچ میدوز ۵۸۰ نفر جمعیت دارد و ۵۷٫۹۱ متر بالاتر از سطح دریا واقع شده‌است.